# 拉尔瓦
拉尔瓦，是西班牙安达卢西亚自治区哈恩省的一个市镇。总面积42平方公里，总人口508人（2001年），人口密度12人/平方公里。